# 三見インターチェンジ
三見インターチェンジ（さんみインターチェンジ）は、山口県萩市三見にある山陰自動車道（萩・三隅道路）のインターチェンジである。

## 道路
- E9 山陰自動車道（萩・三隅道路）

## 歴史
- 2011年9月23日 : 明石IC - 萩IC間開通に伴い供用開始[1]。

## 接続道路
- 山口県道296号三見停車場三見市線
  - 近傍で国道191号に間接接続

## 隣
E9 山陰自動車道（萩・三隅道路）
明石IC/PA - 三見IC - 萩IC